# Icacinaceae
Famille
Classification APG III (2009)
La famille des Icacinacées est une famille de plantes dicotylédones comprenant 160 espèces réparties en 23 genres.
Ce sont des arbres, des arbustes ou des lianes, des milieux humides ou non, des régions subtropicales à tropicales. 

## Étymologie
Le nom vient du genre type Icacina donné en raison de sa ressemblance végétative avec l’espèce Chrysobalanus icaco (Chrysobalanaceae).
Icaco est à son tour dérivé de ikaku, le nom des amérindiens arawak de cette espèce du genre Chrysobalanus,.

## Caractères morphologiques
Les Icacinacées sont caractérisés par une combinaison de caractères.

## Classification
La classification phylogénétique situe cette famille à la base des Lamiidées en formant l'ordre des Icacinales. Les Icacinaceae sont groupes frères des Oncothecaceae  .

## Registre fossile
La famille est connue dans le registre fossile au cours du Cénozoïque notamment sous forme de fruits et graines fossiles . En particulier, la famille était répandue en Amérique du Nord et en Europe durant le Paléogène ou elle à complètement disparue de nos jours.

## Liste des genres
Selon NCBI (2 Jul 2010) :
- Alsodeiopsis
- Apodytes (en)
- Cassinopsis (en)
- Chlamydocarya (es)
- Dendrobangia (en)
- Emmotum (en)
- Gomphandra (en)
- Gonocaryum (en)
- Icacina (pt)
- Iodes
- Irvingbaileya
- Mappia (en)
- Mappianthus (pt)
- Medusanthera (ceb)
- Natsiatum (es)
- Nothapodytes (es)
- Ottoschulzia (es)
- Phytocrene (es)
- Poraqueiba
- Pyrenacantha
- Raphiostylis
- Sarcostigma (en)
- Stachyanthus

Selon Angiosperm Phylogeny Website (2 Jul 2010) :
- Alsodeiopsis Oliv.
- Apodytes E.Mey. ex Arn.
- Calatola (en) Standl.
- Casimirella (es) Hassl.
- Cassinopsis Sond.
- Chlamydocarya Baillon
- Desmostachys (es) Miers
- Emmotum Desv. ex Ham.
- Hosiea (es) Hemsl. & E.H.Wilson
- Humirianthaera Huber
- Icacina A.Juss.
- Iodes Blume
- Lavigeria Pierre
- Mappia Jacq.
- Mappianthus Hand.-Mazz.
- Merrilliodendron (pt) Kaneh.
- Miquelia (en) Meisn.
- Natsiatopsis (pt) Kurz
- Natsiatum Buch.-Ham. ex Arn.
- Nothapodytes Blume
- Oecopetalum (en) Greenm. & C.H.Thomps.
- Ottoschulzia Urb.
- Phytocrene Wall.
- Pittosporopsis (es) Craib
- Platea (es) Blume
- Pleurisanthes (es) Baillon
- Polycephalium Engl.
- Polyporandra (es) Becc.
- Poraqueiba Aublet
- Pyrenacantha Wight
- Rhaphiostylis Planchon ex Bentham
- Rhyticaryum (es) Becc.
- Sarcostigma Wight & Arn.
- Stachyanthus Engl.

Selon DELTA Angio (2 Jul 2010) :
- Alsodeiopsis
- Apodytes
- Calatola
- Cantleya
- Casimirella
- Cassinopsis
- Chlamydocarya
- Citronella
- Codiocarpus
- Dendrobangia
- Desmostachys
- Discophora
- Emmotum
- Gastrolepis
- Gomphandra
- Gonocaryum
- Grisollea
- Hartleya
- Hosiea
- Icacina
- Iodes
- Irvingbaileya
- Lasianthera
- Lavigeria
- Leretia
- Mappia
- Mappianthus
- Medusanthera
- Merrilliodendron
- Miquelia
- Natsiatopsis
- Natsiatum
- Nothapodytes
- Oecopetalum
- Ottoschulzia
- Phytocrene
- Pittosporopsis
- Platea
- Pleurisanthes
- Polycephalium
- Polyporandra
- Poraqueiba
- Pseudobotrys
- Pyrenacantha
- Rhaphiostylis
- Rhyticaryum
- Sarcostigma
- Stachyanthus
- Stemonurus
- Whitmorea

Selon ITIS (2 Jul 2010) :
- Icacina Adr. Juss.
- Mappia Jacq.
- Merrilliodendron Kanehira
- Ottoschulzia Urban
- Stemonurus Blume

Selon Stull et al. 2015 
- Alsodeiopsis
- Casimirella
- Cassinopsis
- Desmostachys
- Hosiea
- Icacina
- Iodes
- Lavigeria
- Leretia
- Mappia
- Mappianthus
- Merrilliodendron
- Miquelia
- Natsiatopsis
- Natsiatum
- Nothapodytes'
- Phytocrene
- Pleurisanthes
- Pyrenacantha
- Rhyticaryum
- Sarcostigma
- Sleumeria
- Stachyanthus